# Corythaixoides concolor
Corythaixoides concolor là một loài chim trong họ Musophagidae.

## Hình ảnh

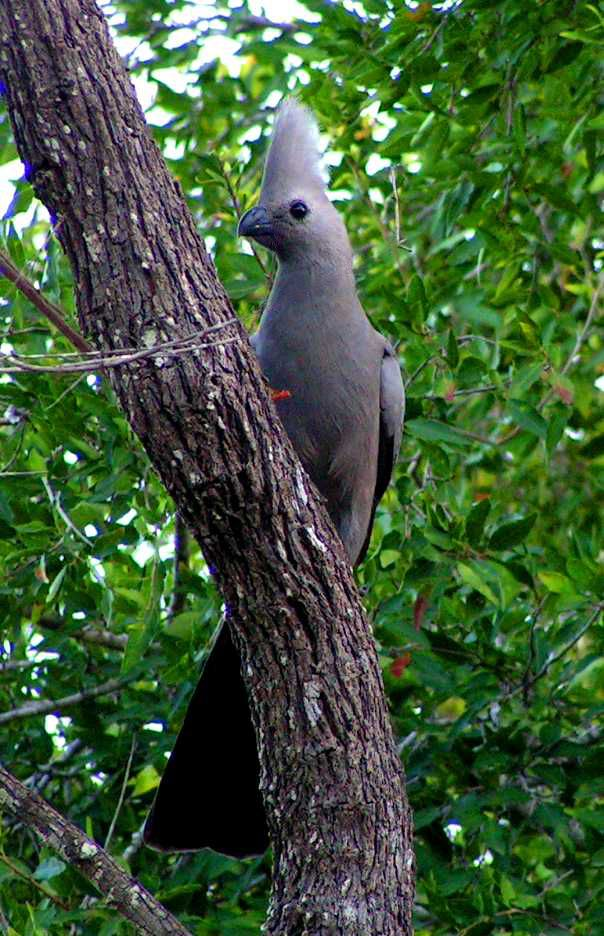
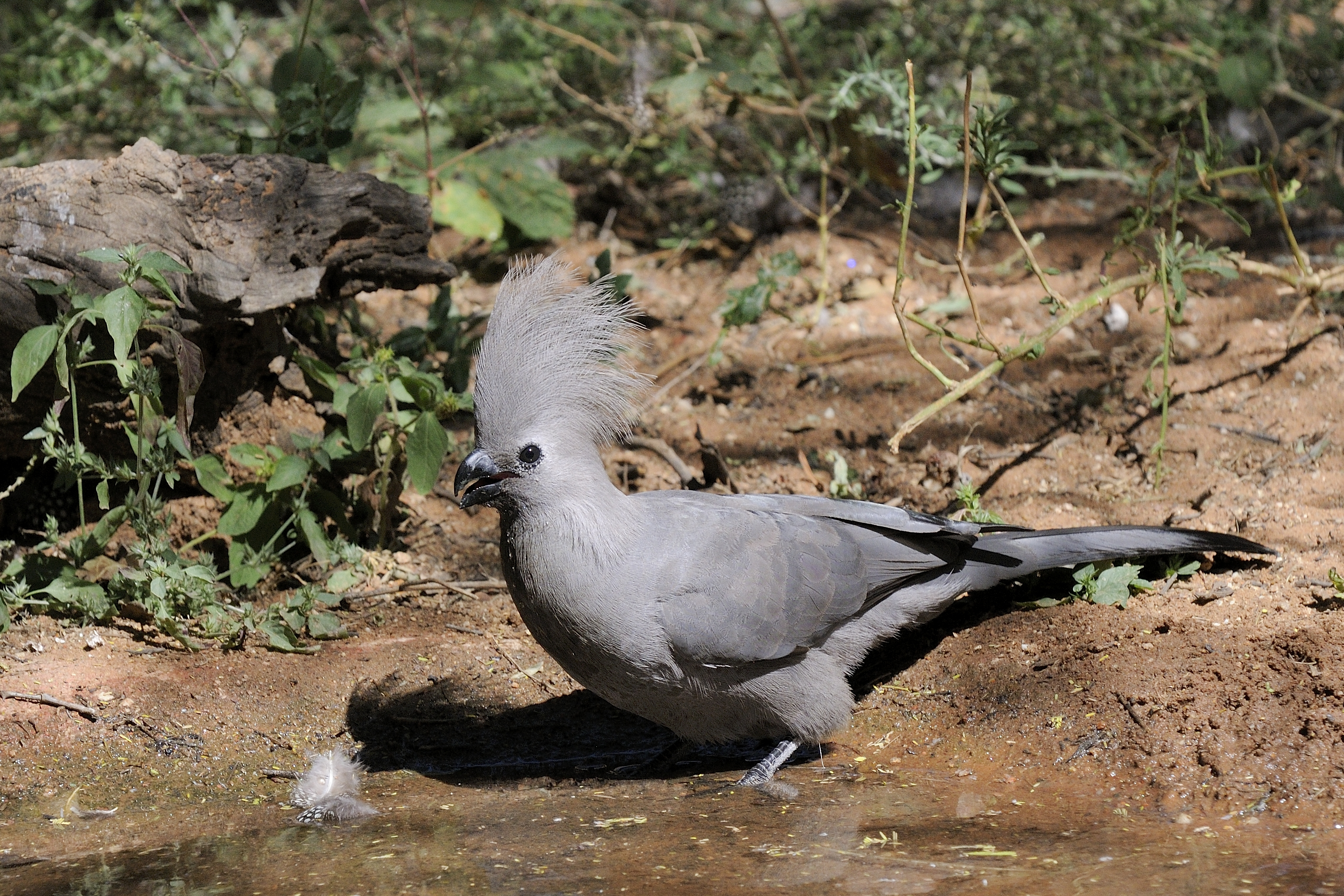
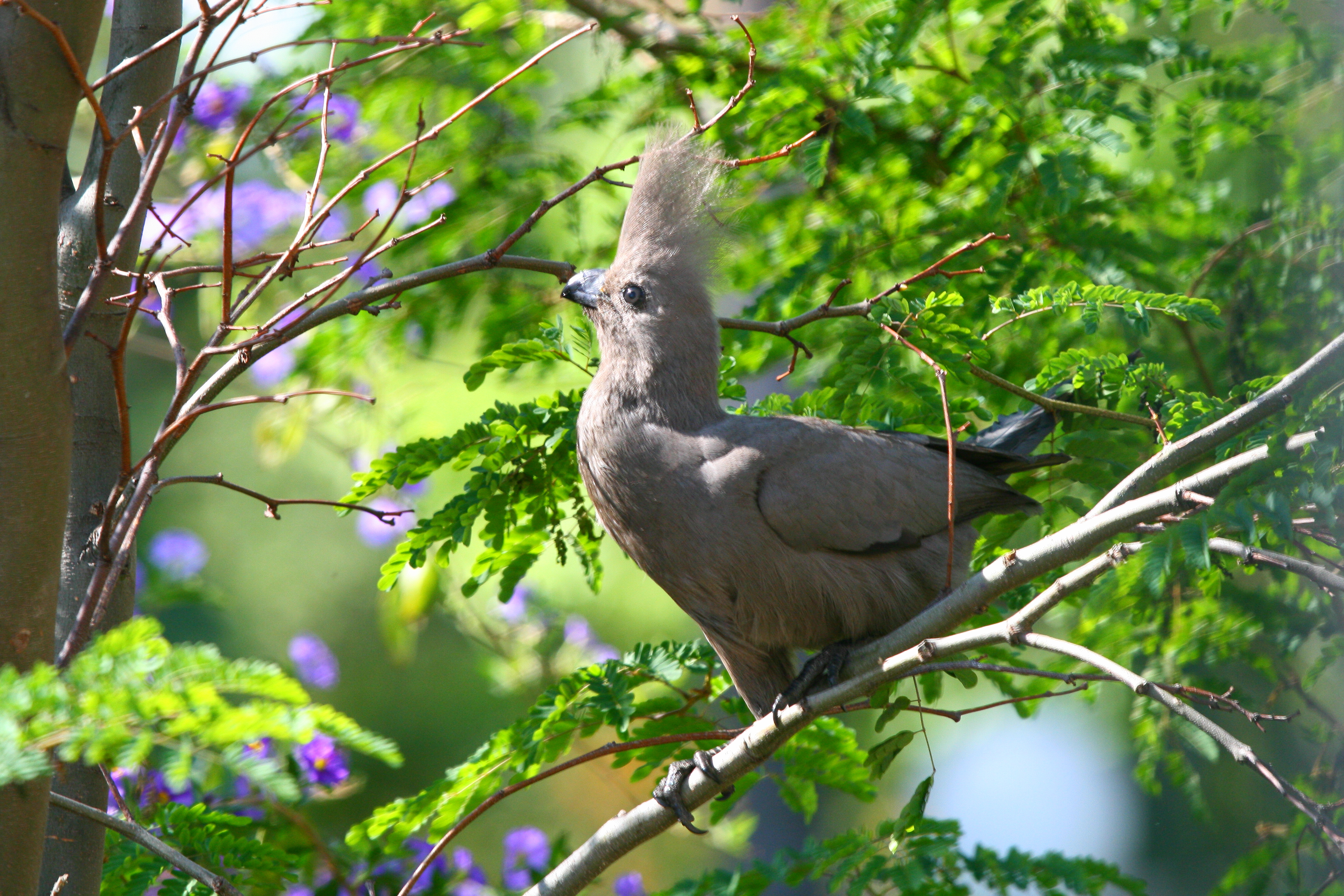
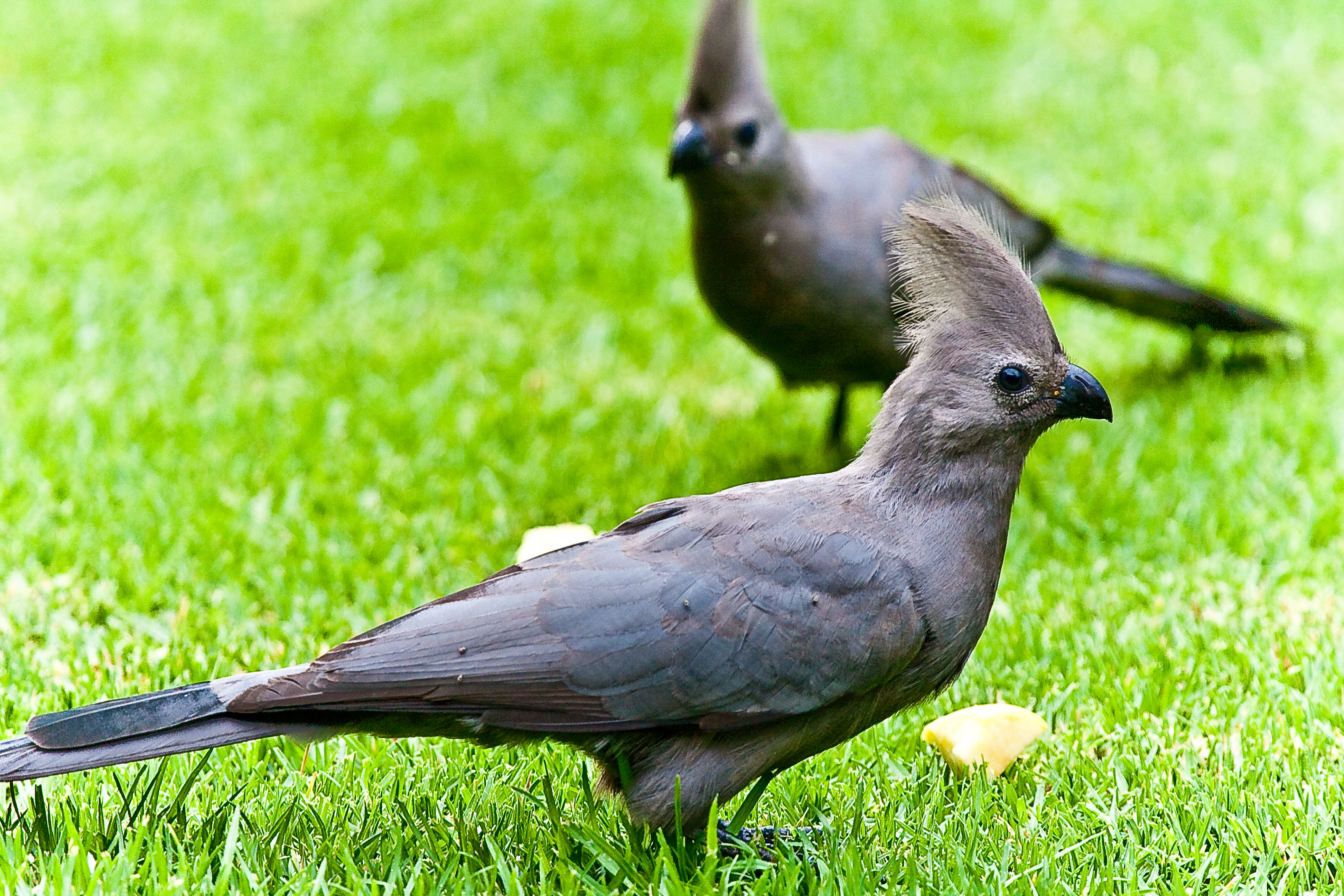